# هری بنهام
هری بنهام (انگلیسی: Harry Benham؛ ۲۶ فوریهٔ ۱۸۸۴ – ۱۷ ژوئیهٔ ۱۹۶۹) هنرپیشه و خواننده اهل ایالات متحده آمریکا بود.